# Acura EL
Acura EL – kompaktowy samochód osobowy oparty na modelu Domani produkowany przez japońską firmę Acura w latach 1997-2005 z przeznaczeniem na rynek północnoamerykański. Dostępny jako 4-drzwiowy sedan. Do napędu użyto silników R4 SOHC (I generacja - 1,6 l; II generacja - 1,7 l) o mocy 129 KM (95 kW). Moment obrotowy przenoszony był na oś przednią poprzez 4-biegową automatyczną bądź 5-biegową manualną skrzynię biegów. Powstały dwie generacje modelu, następcą została Acura CSX.

## Dane techniczne

### I generacja (1.6)
Źródło:
- R4 Honda D16Y8 1,6 l (1590 cm³), 4 zawory na cylinder, SOHC
- Układ zasilania: wtrysk
- Średnica cylindra × skok tłoka: 75,00 mm × 90,00 mm
- Stopień sprężania: 9,6:1
- Moc maksymalna: 129 KM (95 kW) przy 6600 obr./min
- Maksymalny moment obrotowy: 145 N•m przy 5500 obr./min

### II generacja (1.7)
Źródło:
- R4 Honda D17A 1,7 l (1668 cm³), 4 zawory na cylinder, SOHC, VTEC
- Układ zasilania: wtrysk
- Średnica cylindra × skok tłoka: 75,00 mm × 94,40 mm
- Stopień sprężania: 9,9:1
- Moc maksymalna: 129 KM (95 kW) przy 6300 obr./min
- Maksymalny moment obrotowy: 155 N•m przy 4800 obr./min

## Galeria

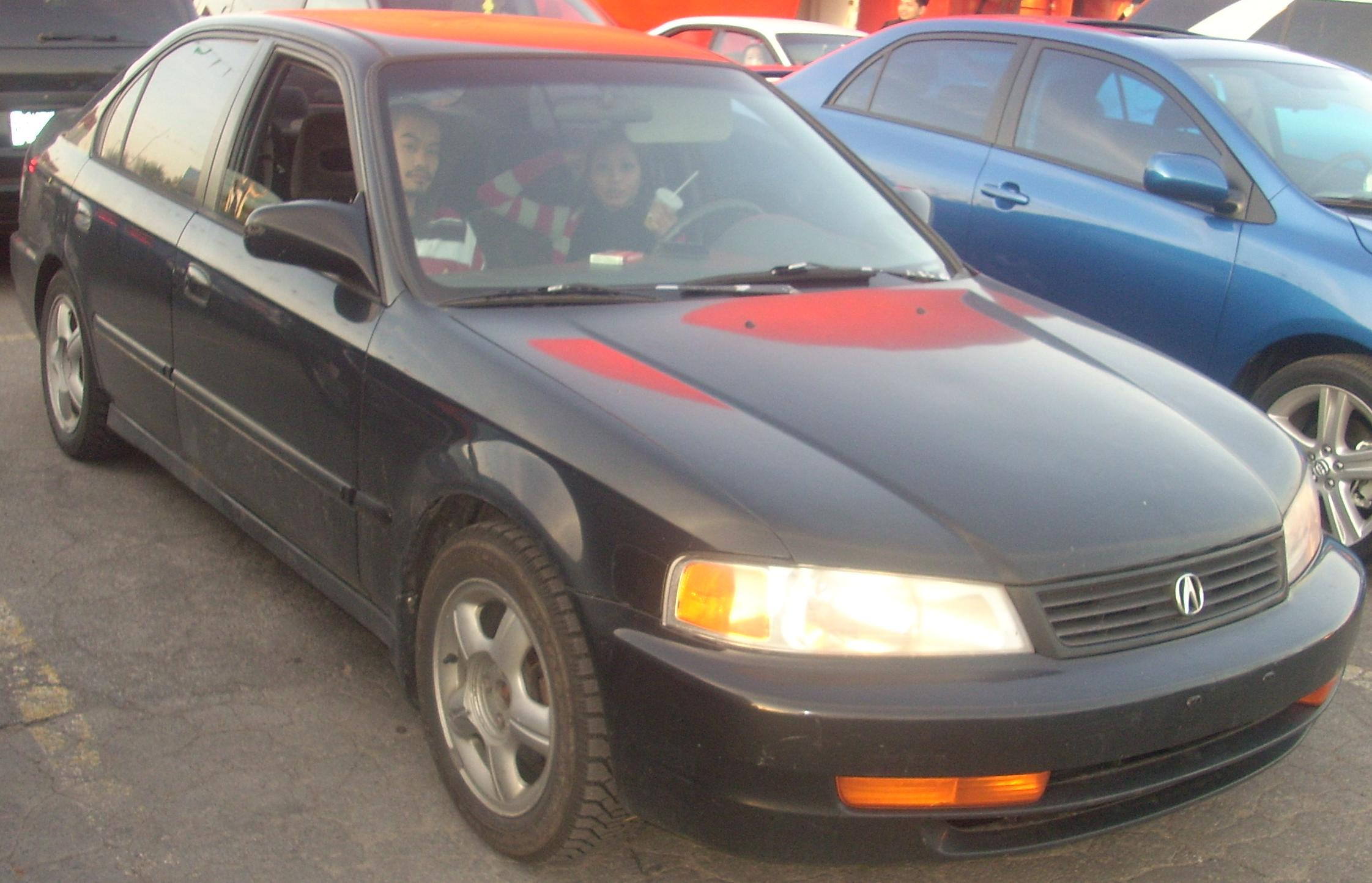
'97-'98 Acura EL
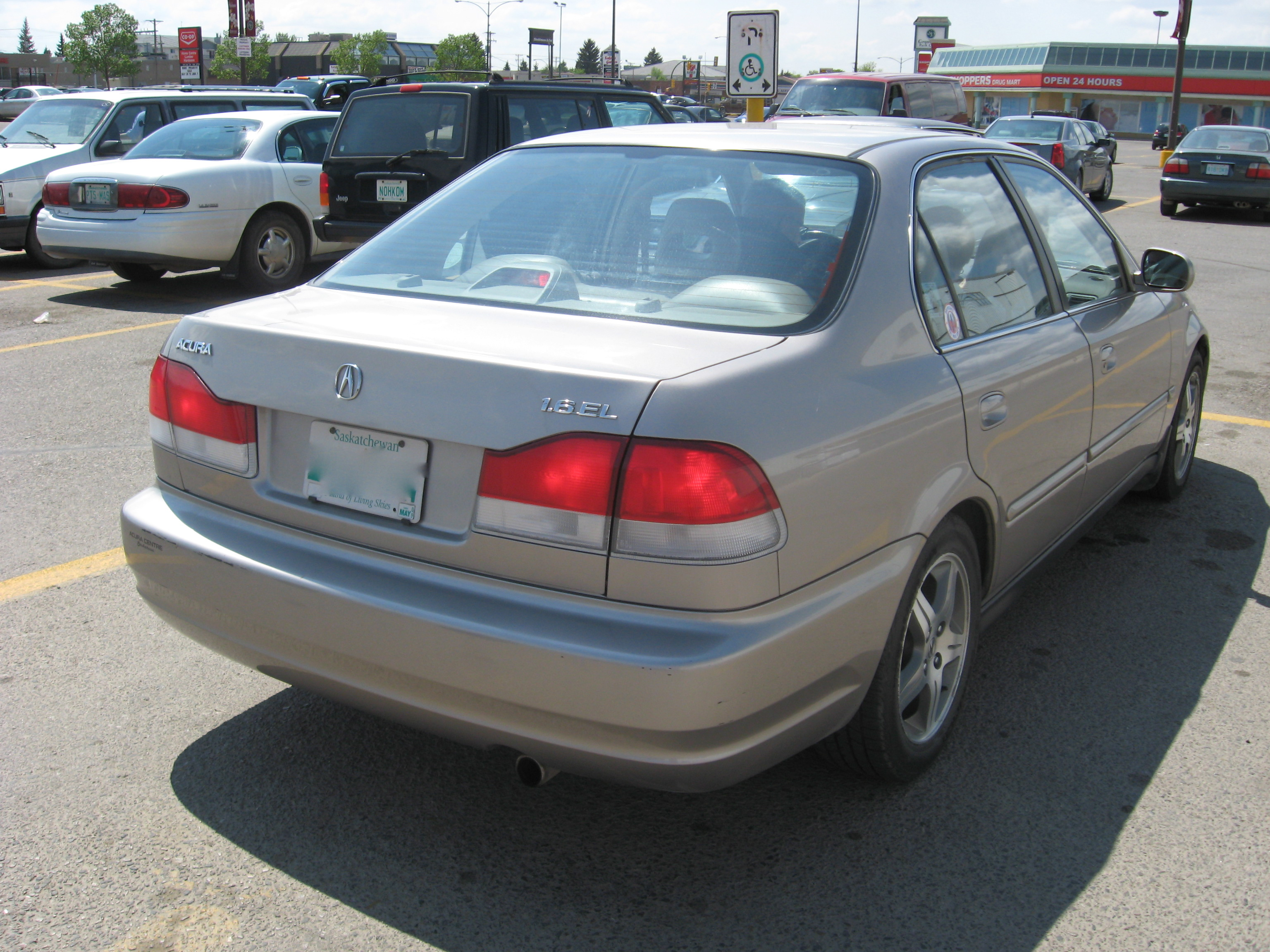
'00 Acura EL
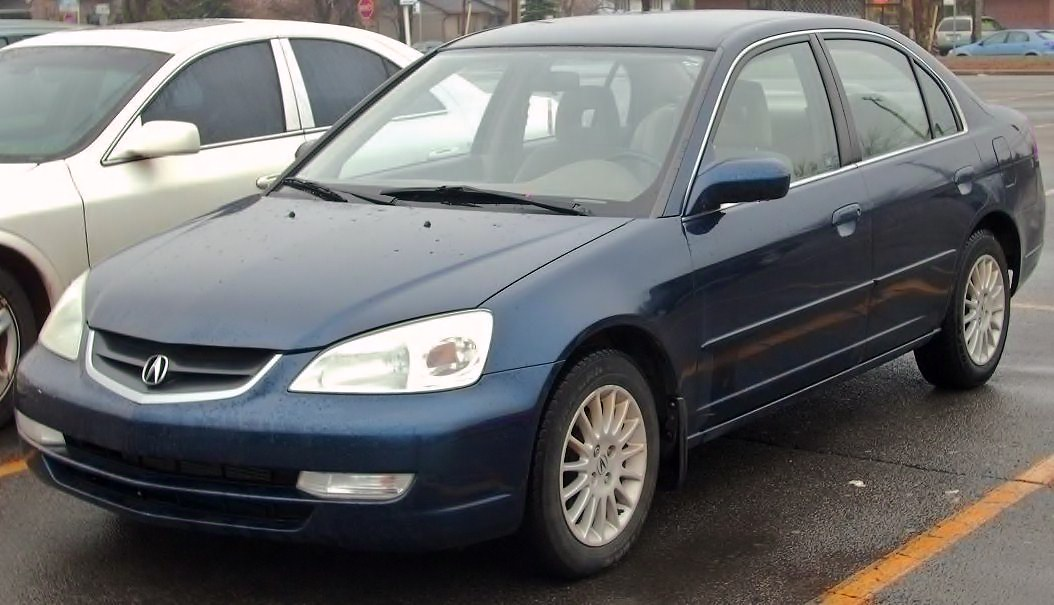
'01-'05 Acura EL
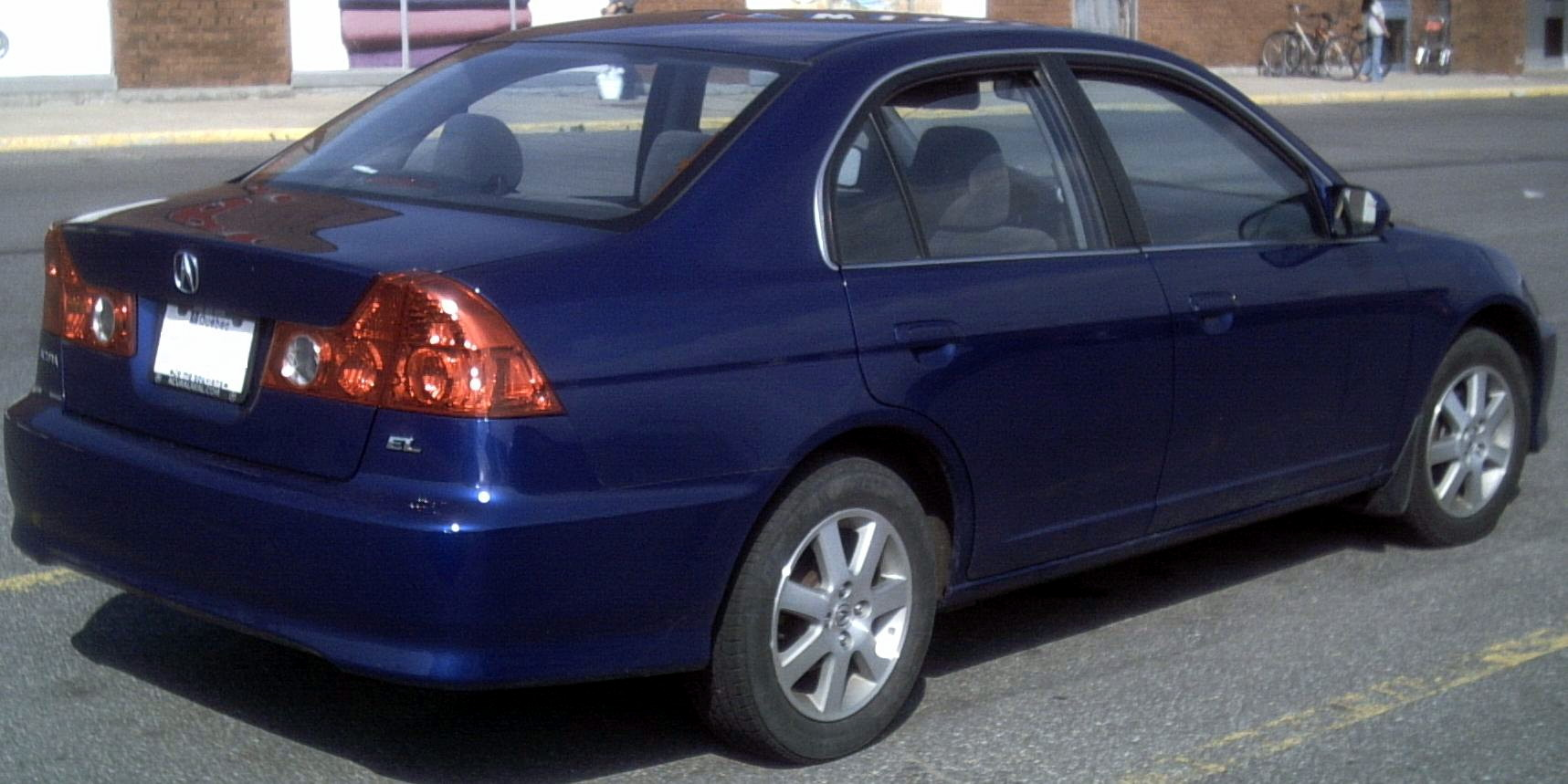
'01-'05 Acura EL